# Індирчі
Індирчі́ (рос. Индырчи, чув. Йăнтăрччă) — присілок у складі Янтіковського району Чувашії, Росія. Адміністративний центр Індирцького сільського поселення.
Населення — 676 осіб (2010; 674 у 2002).
Національний склад:
- чуваші — 98 %